# Macrochlamys
Macrochlamys é um grande gênero de caramujos terrestres que respiram o ar, moluscos gastrópodes pulmonares terrestres da família Ariophantidae .
Macrochlamys é o gênero tipo da subfamília Macrochlamydinae.

## Espécies
As espécies dentro do gênero Macrochlamys incluem:
- Macrochlamys amboinensis (von Martens, 1864)
- Macrochlamys ceromatica (Morelet, 1881)
- Macrochlamys clessini Westerlund, 1902 [3]
- Macrochlamys indica Benson, 1832
- Macrochlamys kasnakowi (Westerlund, 1898) [3]
- Macrochlamys sogdiana (Martens, 1871) [3]
- Macrochlamys tersa (Issel, 1874)
- Macrochlamys turanica Martens, 1874 [3]
- Macrochlamys vitrinoides (Deshayes, 1831)

Sinônimos
- Subgênero Macrochlamys (Petalochlamys) Godwin-Austen, 1907 : sinônimo de Petalochlamys Godwin-Austen, 1907
  - Macrochlamys (Petalochlamys) formosana (Schmacker & Boettger, 1891) : sinônimo de Petalochlamys formosana (Schmacker & Boettger, 1891)

- Macrochlamys asamurai Panha, 1997 : sinônimo de Sarika asamurai (Panha, 1997) (combinação original)
- Macrochlamys formosana Schmacker & Boettger, 1891 : sinônimo de Petalochlamys formosana (Schmacker & Boettger, 1891) (combinação original)
- Macrochlamys fulgens Gude, 1900 : sinônimo de Ovachlamys fulgens (Gude, 1900) (combinação original)
- Macrochlamys humbloti Ancey 1902 : sinônimo de Kalidos humbloti (Ancey, 1902) (combinação original)

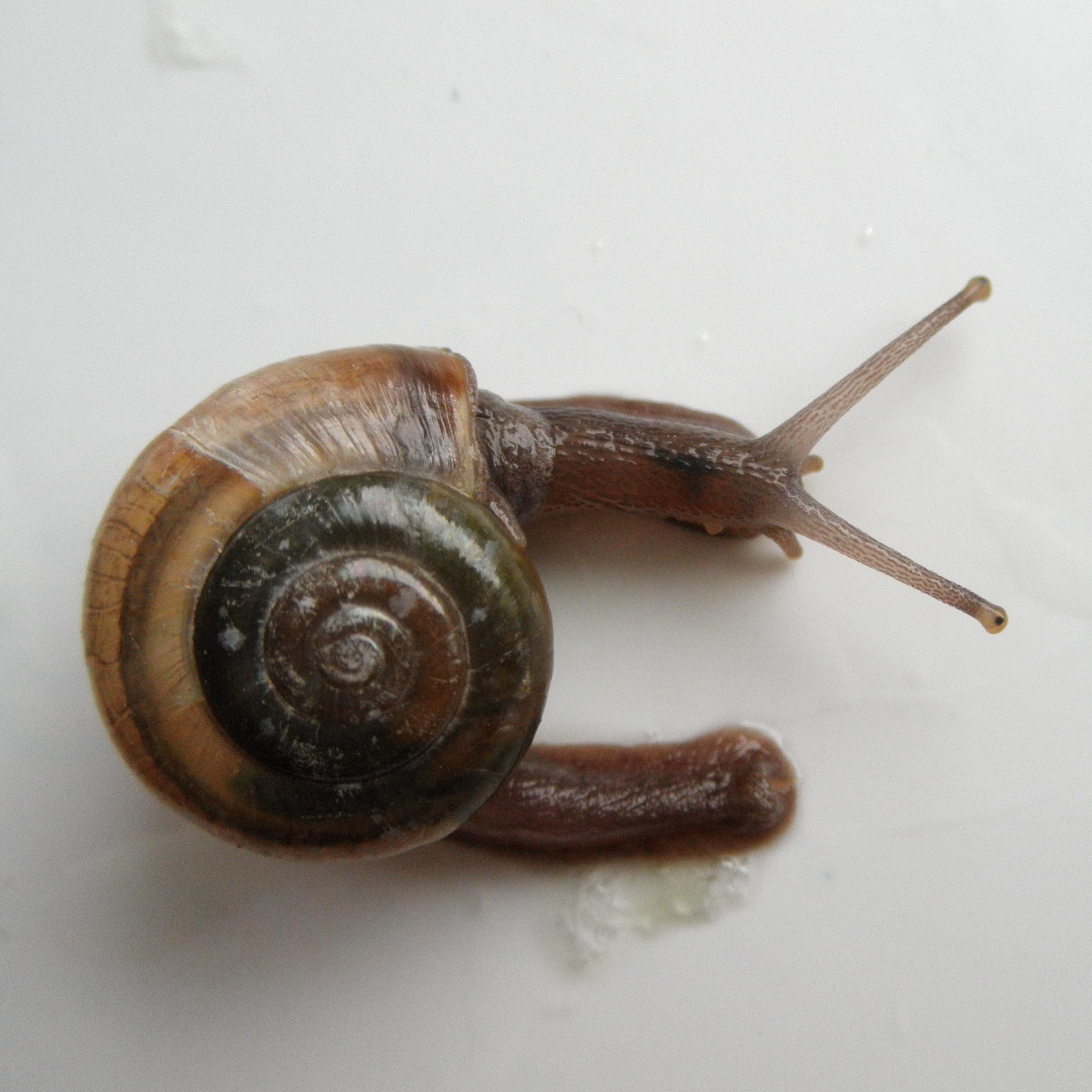
Macrochlamys amboinensis